# BBC Northern Ireland
Би-Би-Си Северна Ирска (BBC Northern Ireland, ир. BBC Thuaisceart Éireann, Улстер-шкотски: BBC Norlin Airlan) је главни јавни сервис који се емитује у Северној Ирској.
Организација спада у једну од три национална региона Би-Би-Си-ја, заједно са Би-Би-Си-јем Шкотске и Би-Би-Си-јем Велса. Седиште му је у Кући за емитовање, у Белфасту. Обезбеђује телевизијски, радио, онлајн и интерактивни телевизијски садржај. У Би-Си-Си-ју Северна Ирска тренутно има 700 запослених, највише у Белфасту.

## Телевизија
Би-Си-Си Северна Ирска чине два телевизијска канала:
- Би-Би-Си Један Северна Ирска и
- Би-Би-Си Два Северна Ирска

До 27. октобра 2006, Би-Си-Си Два Ен-Ај био је једини дигитални сервис, док је Би-Си-Си Два Северна Ирска био доступан само аналогним преносом. Од 28. октобра 2006, Би-Би-Си Северна Ирска се приказује за оба сервиса која су спојена.
Би-Би-Си Северна Ирска има сопствени тим спикера најављивача који покривају велику већину програма на Би-Би-Си  и Би-Би-Си  у Северној Ирској.

### Мрежне продукције
Иако су програми су намењени чисто за регионалну публику, Би-Би-Си Северна Ирска такође емитује програме за националну публику на Би-Би-Си-јевим каналима у УК.
Би-Би-Си Северна Ирска такође сарађује у производњи са другим емитерским мрежама, од којих је најпознатија ирски емитер RTÉ.

## Спољње везе
- на Би-Би-Си онлајн